# Winterthur Technologie
Die Winterthur Technologie Gruppe (WTG) mit Sitz in Zug war ein führender internationaler Anbieter komplexer Schleiftechnologie. Das Unternehmen wurde Ende 2010 von 3M übernommen.
WTG war eine an der Schweizer Börse SIX Swiss Exchange kotierte Holding-Gesellschaft nach schweizerischem Recht mit Produktionsbetrieben in der Schweiz, Deutschland, Österreich, Schweden, Belgien, den USA, Russland, China sowie Korea. An der börsennotierten Wendt (India) Ltd. bestand eine 40-prozentige Beteiligung. Die Hauptmarken der Gruppe waren Winterthur, Wendt, Rappold und SlipNaxos. Die Produkte von WTG wurden in allen relevanten Märkten Europas, Nord- und Südamerikas sowie in Asien vertrieben.
Im letzten Jahr vor seiner Übernahme konnte das Unternehmen seinen Umsatz um 38,5 % auf 190 Mio. Euro steigern bei einer EBITDA-Marge von 17 % oder 33,9 Mio. Euro. Das EBIT betrug 23,3 Mio. Euro und die EBIT-Marge betrug 12,2 %, gegenüber 3 % im Vorjahr. Der Gewinn betrug 17,3 Mio. Euro gegenüber 1,5 Millionen Franken im Vorjahr. Beim Gewinn verwies das Unternehmen auf die Amortisation immatrieller Anlagegüter in der Höhe von 4,75 Mio. Euro, diese nicht cashwirksame Amortisation solle die Profitabilität der Gruppe untermauern.

## Tätigkeitsgebiet
Winterthur Technologie entwickelte und produzierte komplexe, hochmargige Verbrauchsgüter der Schleiftechnik mit hohem Technologiegehalt.
Zu den Hauptprodukten des Unternehmens zählten Schleifscheiben in keramischer Werkstoffmatrix, Verbundwerkstoffscheiben zum Trennen, Werkzeuge aus Diamant und kubischem Bornitrid sowie Werkzeugschleifmaschinen. Diese finden Anwendung in der Automobil-, Turbinen-, Werkzeug- und Stahlindustrie.

## Geschichte
1906 wurde in Winterthur an der Haldenstrasse die Walter Bölsterli & Cie durch den Chemiker und Kaufmann Walter Bölsterli gegründet. Ein Jahr firmierte die Fabrik neu unter dem Namen Schweizerische Schmirgelscheibenfabrik und die Produktion wurde an den Oberen Deutweg verlegt. Das Unternehmen hatte in seinen ersten Jahre auch mit finanziellen Schwierigkeiten zu kämpfen und musste seinen Herstellungsprozess modernisieren. Im Rahmen dieser Turbulenzen setzte sich der Firmengründer Bölsterli aus Angst vor einem Konkurs 1912 nach Mexiko ab, das Unternehmen konnte jedoch von neuen Geldgebern gerettet werden. In den kommenden Jahrzehnten entwickelte es sich, unter anderem dank dem technischen Direktor Ernst Haus zu einem der führenden Unternehmen der Branche.
Im Rahmen einer Modernisierung wurde der Name des Unternehmens 1981  in WST Winterthur Schleiftechnik geändert und dieses von der österreichischen Rappoldgruppe übernommen. 1985 baut das Unternehmen Vertriebsgesellschaften in den USA und Deutschland auf. 1994 wurde die Produktion der Schleifscheiben von Winterthur ins österreichische Villach sowie nach Schweden ausgelagert. In Winterthur verblieben individuelle Kundenarbeiten wie die Anpassung von Keramikscheiben.
1999 wird Rappold Winterthur gleichzeitig mit der schwedischen Slip Naxos Gruppe von der Abrasive Technologies Holding AG in Zug gekauft, die im Eigentum von Morgan Grenfell Private Equity und der Familie Rappold steht. 2002 verkauft Slip Naxos den Bereich Schleifmittel auf Unterlage an ihren grössten Kunden Nastroflex . 2003 übernimmt Vision Capital das Portfolio von Morgan Grenfell und ist damit neuer Mehrheitseigner an Abrasive Technologies Holding. 2005 wurde die ATH in ihren letzten Namen Winterthur Technologie umbenannt und übernahm 2007 den deutschen Konkurrenten Wendt Holding.
2011 wurde die WTG von 3M im Rahmen eines öffentlichen Angebots übernommen und im Anschluss die restlichen im Umlauf befindlichen Namensaktien für kraftlos erklärt. Bis zuletzt war Winterthur noch Managementsitz des Unternehmens, nach der Übernahme durch 3M verliessen die ehemaligen Unternehmensteile jedoch schrittweise ihre Gründungsstadt, bis 2014 die zuletzt in Winterthur noch ansässige Aktiengesellschaft aufgelöst wurde.